# Ostrolenski
Ostrolenski (russisch Остроле́нский) ist eine Siedlung (possjolok) im Nagaibakski rajon der Oblast Tscheljabinsk in Russland mit  2021 Einwohnern (Stand 14. Oktober 2010). Es ist Verwaltungszentrum der Landgemeinde Ostrolenskoje selskoje posselenije mit insgesamt drei Dörfern.
Östlich und südlich um den Ort fließt die Gumbeika, ein linker Nebenfluss des Ural. Der Ort hat 21 Straßen und ist über die Straße 75К-004 mit Tscheljabinsk und Magnitogorsk verbunden.

## Geschichte
Ostrolenski wurde 1842 gegründet und hatte zunächst den Status eines militärischen Siedlung als Posten Nr. 2 der Orenburger Kosakenarmee im Nowolineiny rajon. Der Name wurde in Erinnerung an die Schlacht bei Ostrołęka (russisch Остроленка, Ostrolenka) gewählt, die während des polnischen Novemberaufstandes am 26. Mai 1831 stattgefunden hatte.
2017 entstand im Ortszentrum die Kirche der Ikone der Gottesmutter „Skoroposluschniza“.